# Глиняний Віктор Петрович
Глиняний Віктор Петрович — скандально відомий український суддя Апеляційного суду Києва.

## Життєпис
Навчався у Харківській юридичній академії (факультет судово-прокурорських працівників), 1987 року за розподіленням потрапив до Київського управління юстиції, став стажером до Дніпровського районного суду Києва. З 1993 року працює суддею. 1998 року Глиняного було обрано суддею Київського суду безстроково.
Протягом 2012—2015 років на Глиняного надійшло 35 скарг, що стало рекордом серед суддів апеляційного суду. Більшість скарг було пов'язано з небажанням Віктора брати самовідвід. Глиняний брав участь у розгляді скандальних справ, зокрема, скарг Олександра Єфремова, Геннадія Корбана, Романа Насірова.
2016 — Глиняний скасував дозвіл на затримання кримінального авторитета Юрія Іванющенка, через що його також було знято з міжнародного розшуку. 28 липня того ж року Глиняний пройшов кваліфікаційну оцінку, підтвердивши здатність працювати суддею. Того ж року він розглядав апеляцію на арешт Геннадія Корбана, де обвинувачувачем у справі був син самого судді Сергій Глиняний.
У березні 2017 року Глиняний розглядав скаргу відстороненого голови Державної фіскальної служби Романа Насірова.

## Звинувачення у корупції
29 листопада 2023 року НАБУ і САП викрили чотирьох суддів Київського апеляційного суду (В'ячеслава Дзюбіна, Ігоря Паленика, Віктора Глиняного та Юрія Сливу) на одержанні хабаря у $35 000 за скасування арешту майна в справі колишнього керівника Мотор Січ В'ячеслава Богуслаєва. Їм було оголошено про підорзу. У грудні року Вища рада правосуддя дала згоду на тримання їх під вартою.
7 грудня Глиняного заарештували на 60 днів із можливістю внесення застави розміром 5 млн грн, а вже 15 грудня Вища рада правосуддя тимчасово відсторонила Глиняного та Юрія Сливу від здійснення правосуддя. Через 10 днів після взяття під варту, Віктор Глиняний вийшов під заставу у розмірі 5 млн гривень.
У квітні 2024 року стало відомо про його повернення до суддівства.

## Статки
- має у власності 11 одиниць житла у Києві, зокрема, квартиру площею 72 м2 у київському мікрорайоні Позняки[13]
- будинок площею 174 м2 на околиці Києва
- автомобіль BMW X5 2013 року
- 6 квартир і 3 будинки формально належать володіють родичам Віктора — матері, невістці, колишній дружині та тещі[14]
- автомобіль BMW X5 2022 року вартістю $80 000[12]

## Родина
- Молодший син Сергій Вікторович Глиняний — заступник начальника інформаційно-аналітичного відділу Департаменту з розслідувань особливо важливих справ у сфері економіки ГПУ (у так званому департаменті Кононенка-Грановського)[15], прокурор відділу участі прокурорів у судовому провадженні з перегляду рішень в Апеляційному суді Києва управління підтримання державного обвинувачення в суді. Фактично, син часто виступає обвинувачем в суді, де працює його батько[3]
- Старший син Олександр Глиняний — керівник відділення СУ ГУСБУ у Києві та області
- Невістка Юлія Глиняна — консультант у Вищому спецсуді
- Невістка Марина Глиняна — секретар судового засідання Дніпровського районного суду Києва[2]

## Нагороди
- 2017 — один із десяти суддів, що найкраще застосовують рішення Європейського суду з прав людини, за версією Української Гельсінської спілки з прав людини[16]